# Palácio das Carnaúbas
O Palácio das Carnaúbas é a denominação dada ao centro administrativo do município de Campo Maior.

## História
A construção foi iniciada na administração do prefeito Jaime da Paz e inaugurada na administração Dácio Bona, no dia 1 de maio de 1976. Teve como arquiteto Washington Bandeira do Santos. Em 1993 recebeu a denominação oficial de Palácio das Carnaúbas.

## Estrutura arquitetônica
Compõe-se de três prédios semi-interligados e adornados com janelas de contornos arabescos e um dos prédios é contornado com alpendraria em arco romanos. 
O prédio redondo funciona como gabinete do chefe do executivo municipal e originalmente foi construído como sede da biblioteca municipal de Campo Maior até 1993. levemente inspirado em arquitetura chinesa e no cimo existe uma pinha de porcelana.

## Galeria

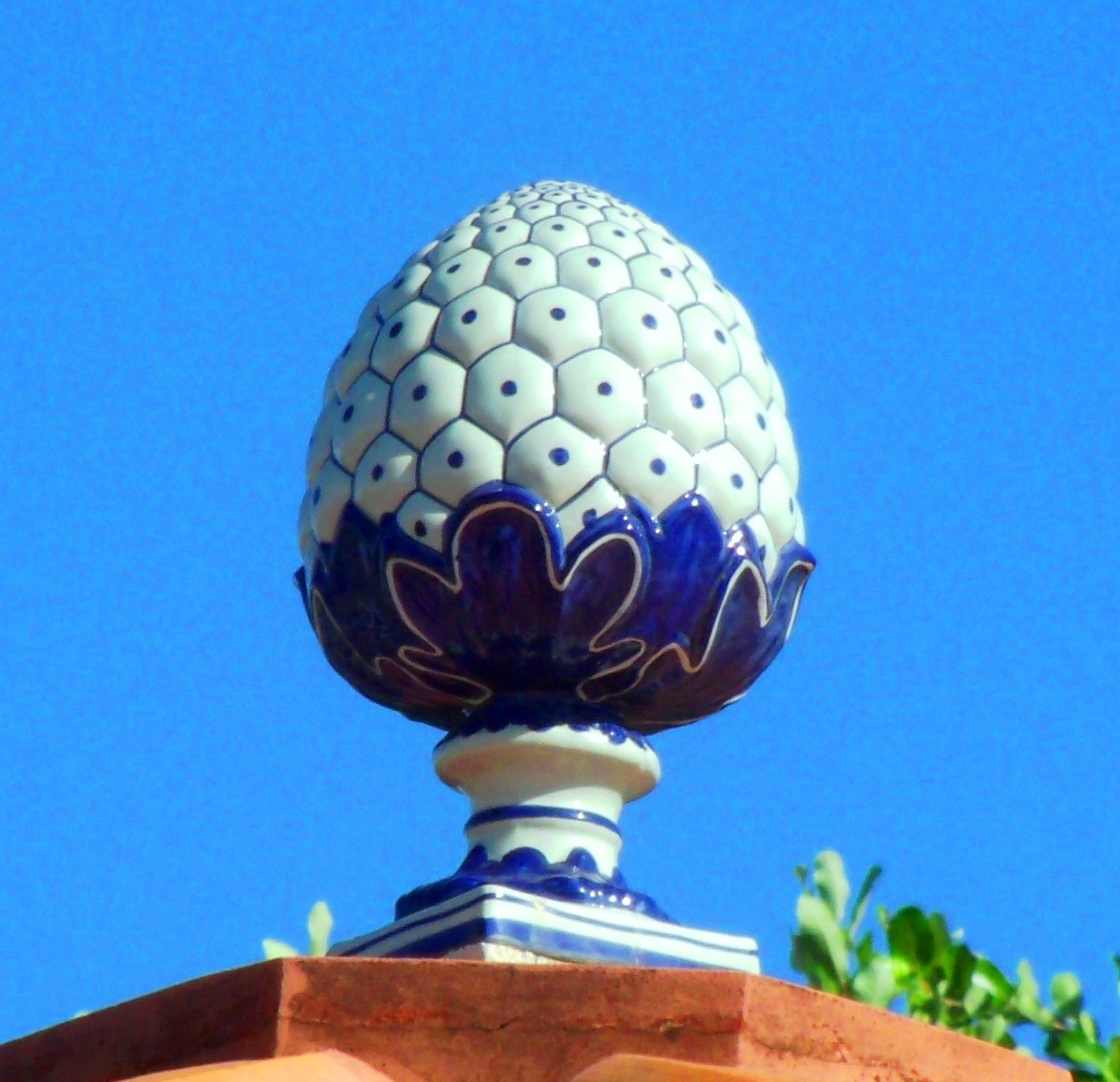
Peça de porcelana ornando o cimo do prédio redondo do Palácio das Carnaúbas
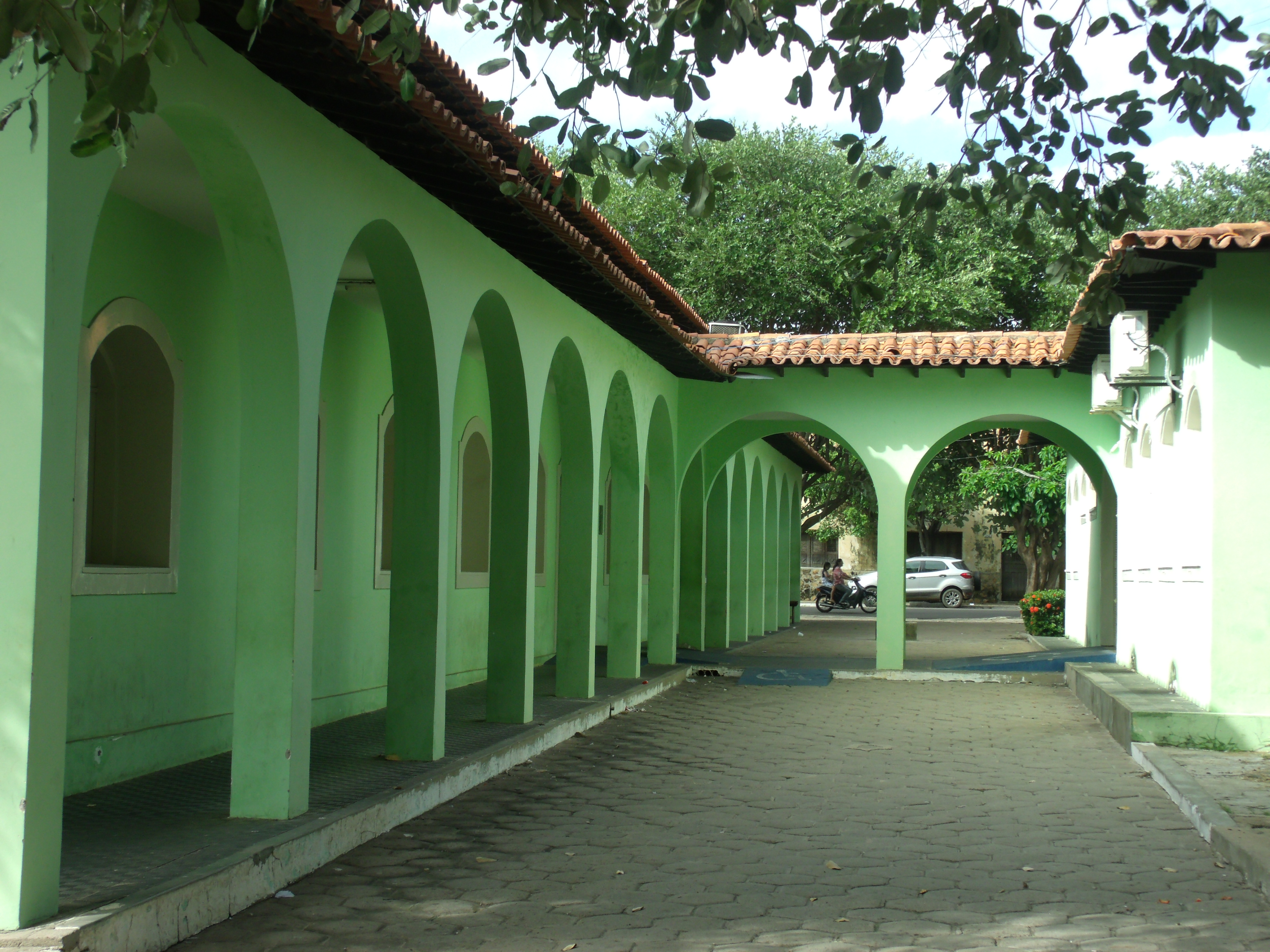
Detalhes da arqueação
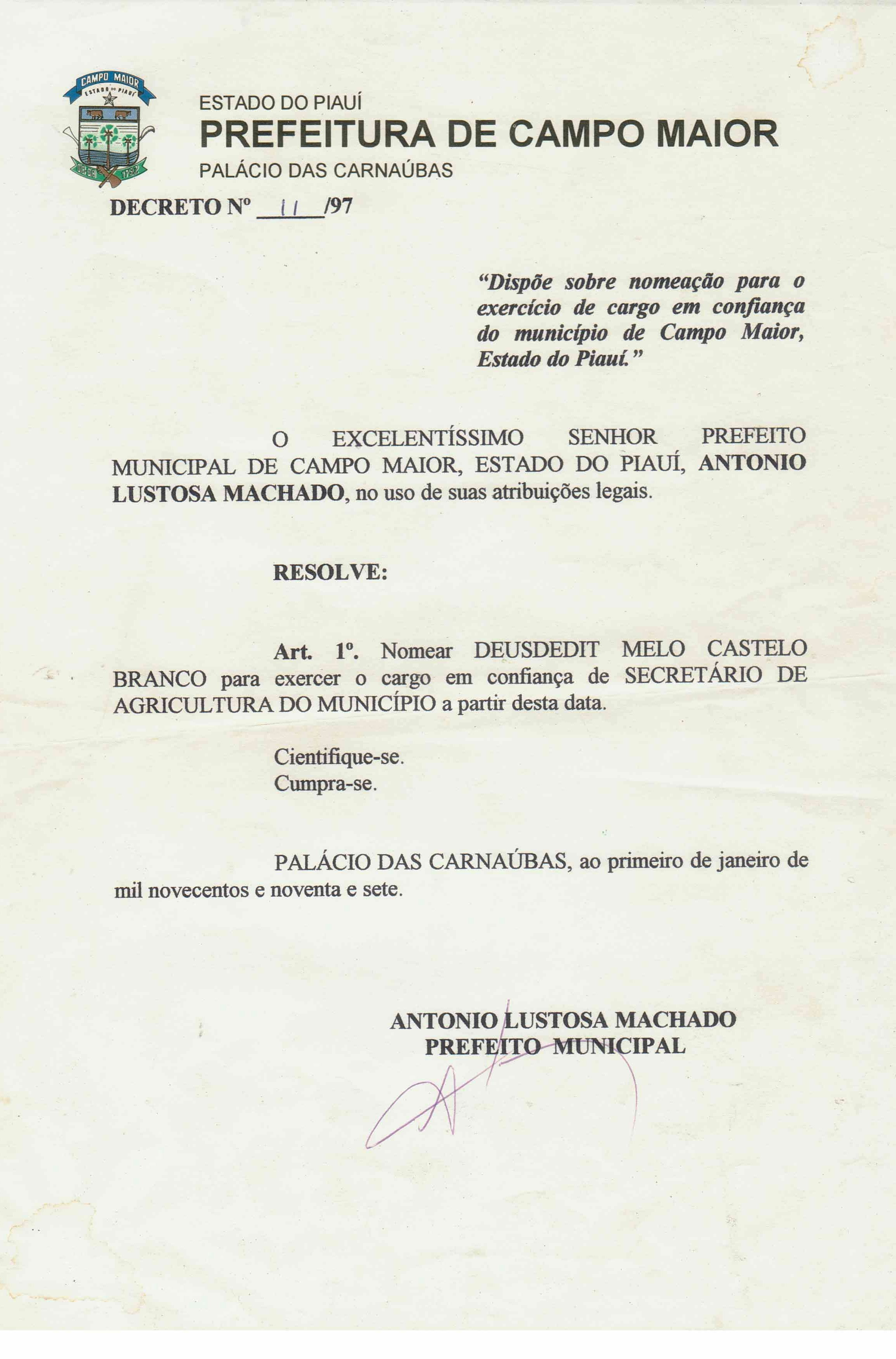
Menção do palácio em um decreto municipal
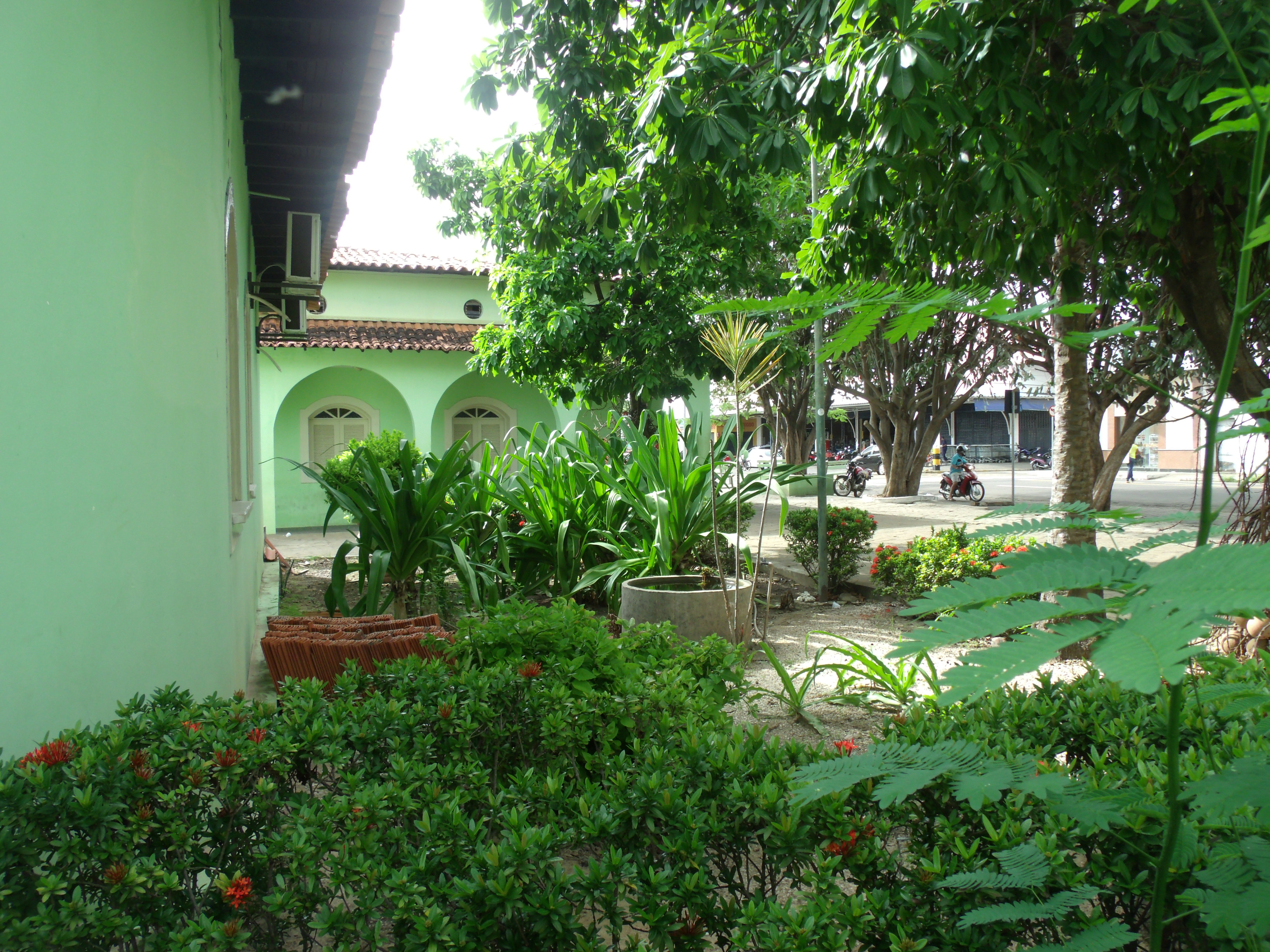
Jardinação
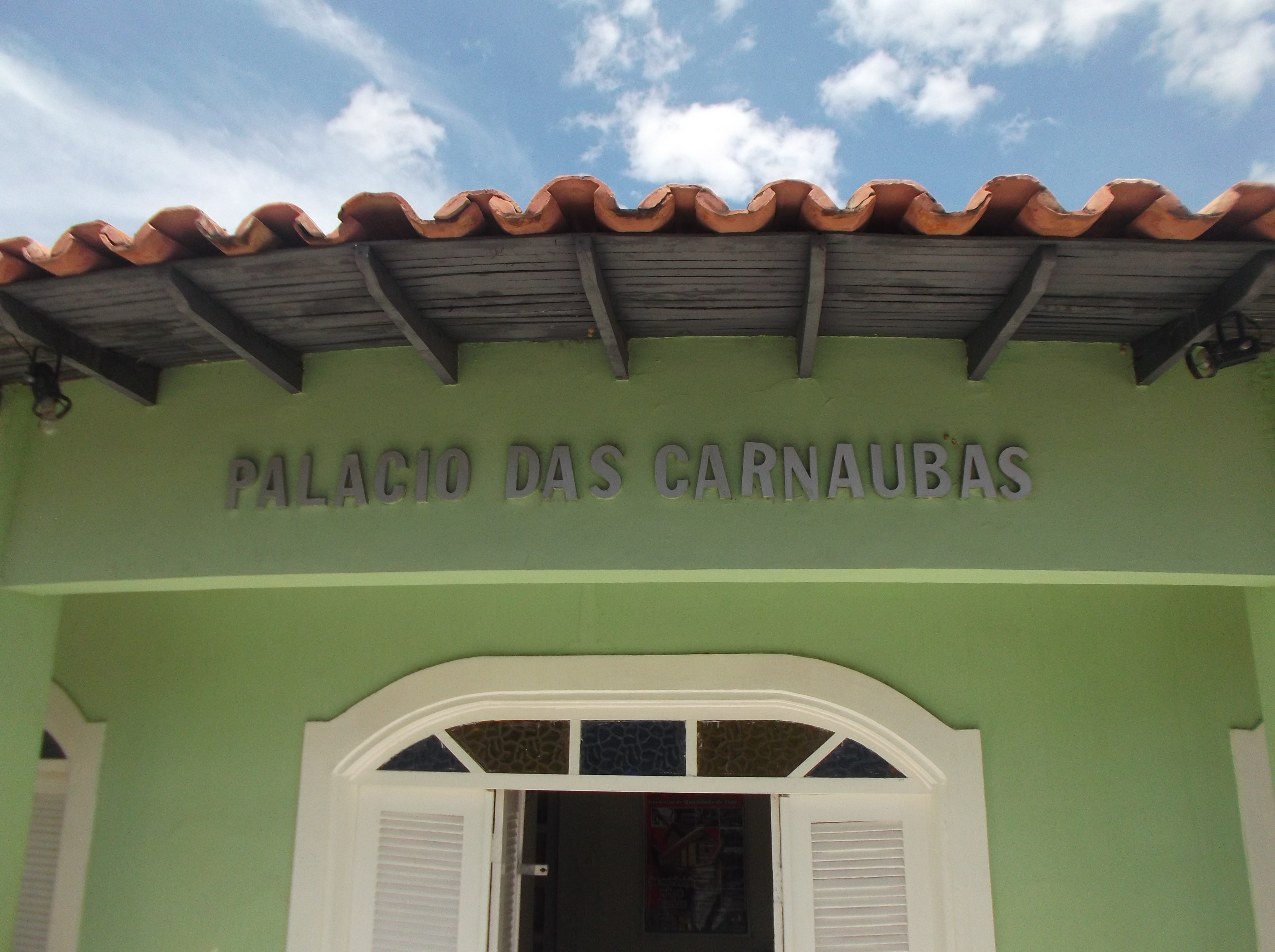
Letreiro no prédio redondo
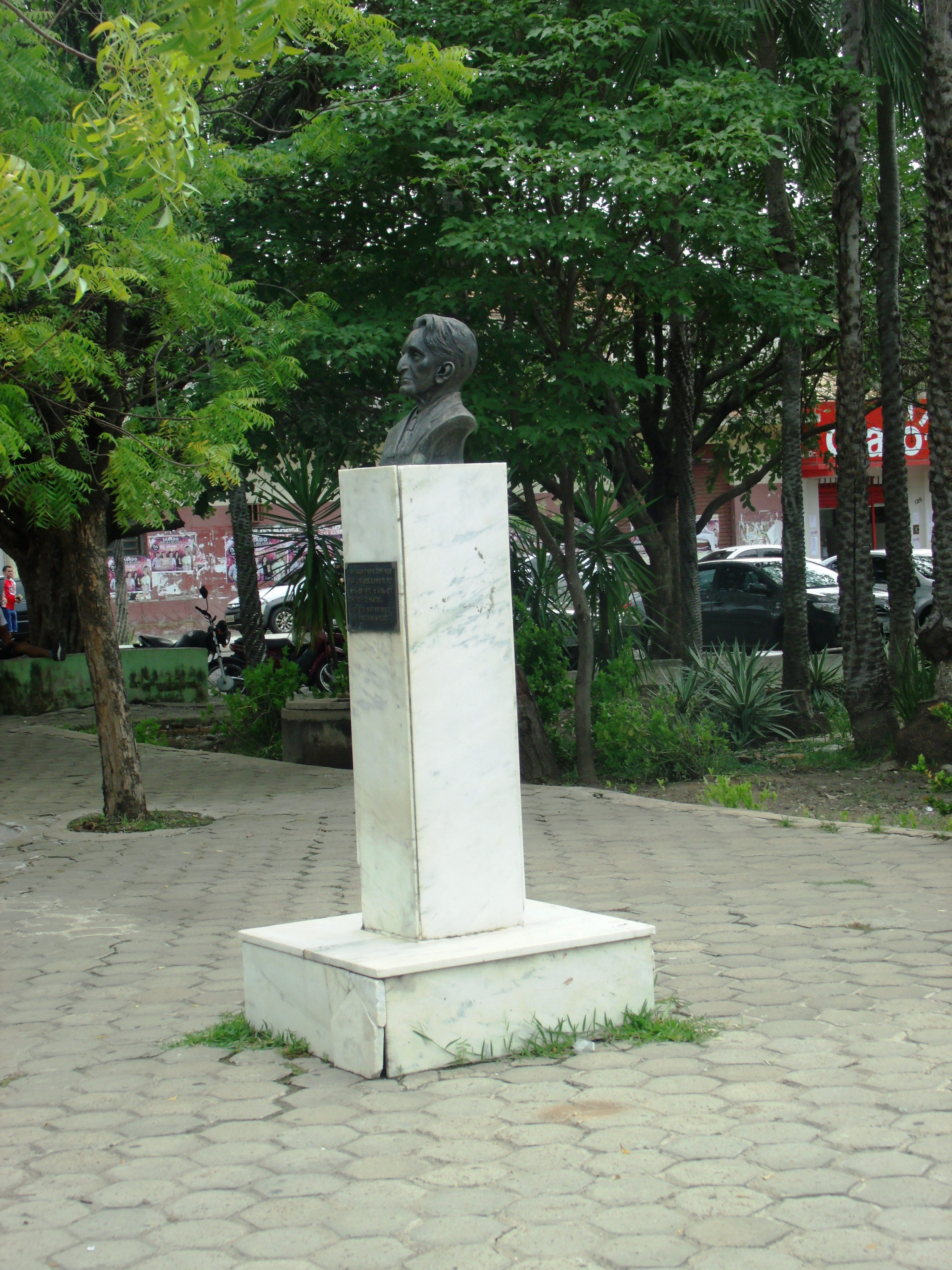
Herma de mármore branco com o busto de Zé Olympio no pátio
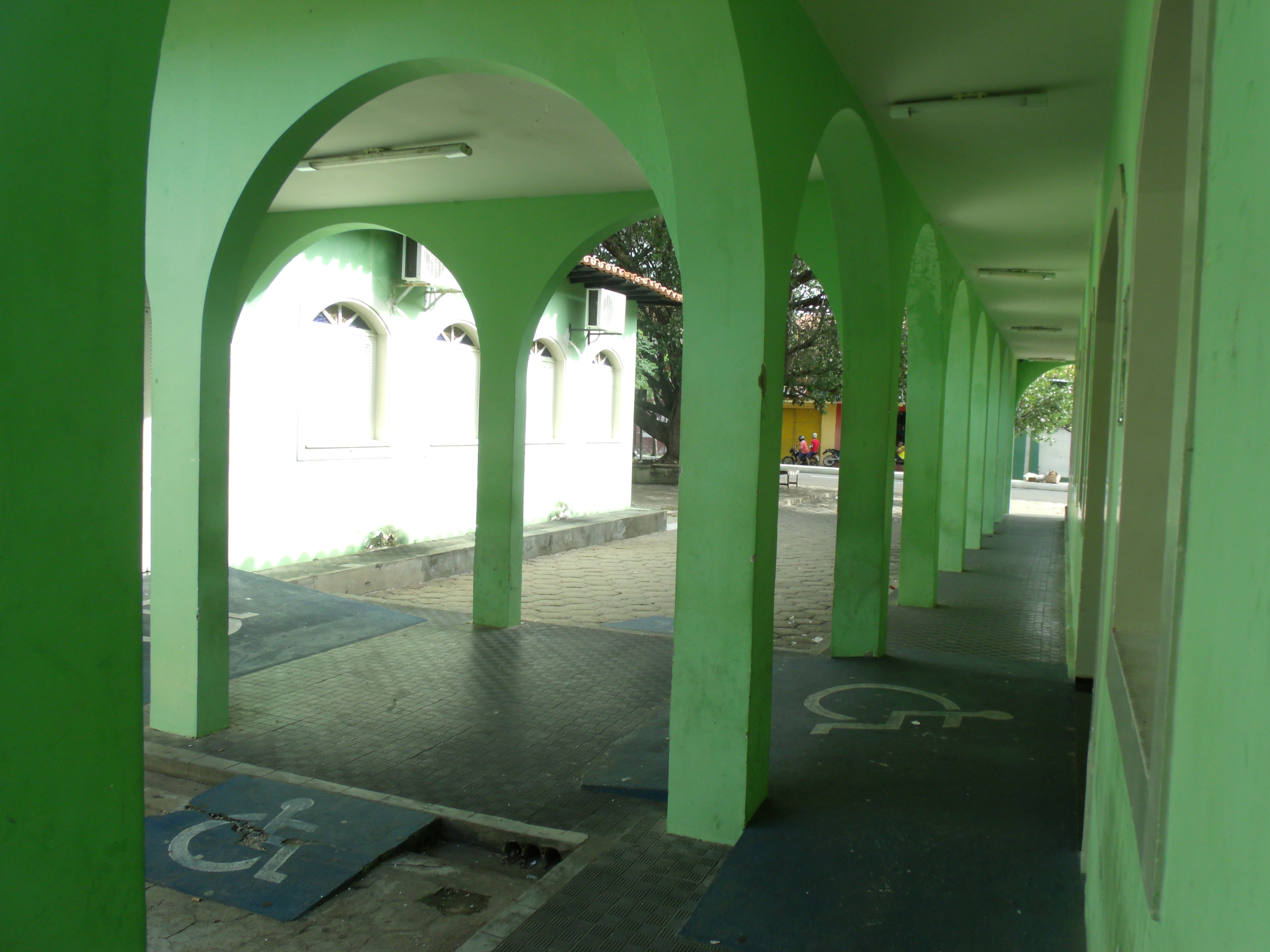
Arcos no rol de interligação.